# جائزة موناكو الكبرى 1994
جائزة موناكو الكبرى 1994 هو سباق فورمولا 1 أقيم بتاريخ 15 مايو 1994 في حلبة موناكو، مونت كارلو. كان الرابع من أصل 16 في بطولة العالم لسباقات الفورمولا واحد موسم 1994. حلّ الألماني مايكل شوماخر أولا بينما جاء البريطاني مارتن براندل في المركز الثاني وحصل على المركز الثالث النمساوي غيرهارد بيرغر.

## الترتيب النهائي
| الترتيب | السائق        | النقاط |
| ------- | ------------- | ------ |
| 1       | مايكل شوماخر  | 40     |
| 2       | غيرهارد بيرغر | 10     |
| 3       | دامون هيل     | 7      |
| 4       | روبنز باركيلو | 7      |
| 5       | مارتن براندل  | 6      |
| المصدر: |               |        |